# Clonia tessellata
Clonia tessellata är en insektsart som beskrevs av Henri Saussure 1888. Clonia tessellata ingår i släktet Clonia och familjen vårtbitare. Inga underarter finns listade i Catalogue of Life.